# Good Time (Inna)
Good Time è un singolo della cantante rumena Inna con la partecipazione del rapper Pitbull. 
Il medesimo è stato reso disponibile in download digitale dal 15 luglio 2014 ed estratto come secondo singolo dal quarto album della cantante, Inna, pubblicato nel 2015.

## Il brano
Good Time è un brano dance pop dal ritmo uptempo che ha una durata di tre minuti e ventidue secondi. È stato scritto da Andrew Frampton, Breyan Isaac, Inna e Thomas Joseph Rozdilsky mentre la produzione è stata fatta dai Play & Win.
Il primo teaser fu pubblicato online il 27 febbraio 2014 in una versione demo di pochi secondi, il secondo teaser fu pubblicato il 6 marzo 2014 come immagine teaser.
La distribuzione del lyric video avvenne il 2 luglio 2014 e su iTunes fu pubblicata il 15 luglio 2014. Il video musicale fu pubblicato il 29 luglio 2014 su YouTube e Facebook.

## Tracce
Download digitale
Testi e musiche di Andrew Frampton, Breyan Isaac, Inna e Thomas Joseph Rozdilsky; edizioni musicali Atlantic Records.
1. Good Time (feat. Pitbull) – 3:22